# R-21 (미사일)
R-21 미사일은 1963년에서 1989년까지 사용된 소련의 잠수함 발사용 탄도 미사일(SLBM)이다. 나토에서는 SS-N-5 'Sark/Serb'라고 부른다. 골프급 잠수함과 호텔급 잠수함에서 사용하던 기존의 R-11 R-13 미사일을 대체하였다. 후에 양키급 잠수함에 장착되는 R-27 미사일로 대체되었다.
2004년 영국의 군사전문지 제인스 디펜스 위클리는 북한이 1993년 일본의 고철 거래상으로부터 러시아의 퇴역 잠수함 12대를 구입했고, 이 잠수함에 남아 있던 R-21 미사일 발사 시스템에서 미사일 개발과 관련해 중요한 요소를 얻었다고 보도했다.
북한의 노동 1호의 중량과 직경 그리고 사정거리 등의 특징은 러시아의 R-21과 유사하며, R-21의 개량형으로 추정된다.

## 같이 보기
- 폴라리스 미사일 - 미국 최초의 잠수함 발사용 탄도 미사일
- 노동 1호 - R-21 개량형
- DF-21 - 중국의 동급 미사일
- 노동B - R-27 개량형